# Rovinka (Krkonoše)
Rovinka (též Na Rovince) je horské sedlo a významné rozcestí v Krkonoších.
Z geomorfologického hlediska patří Rovinka do celku Krkonoš, podcelku Krkonošské rozsochy a okrsku Žalský hřbet. Nachází se mezi vrcholy Šeřín (na severu) a Jánský vrch (na jihu) asi 7,5 km severně od Vrchlabí a asi 5,5 km jihozápadně od Špindlerova Mlýna. Nadmořská výška 846,6 metrů uváděná např. na turistických mapách KČT je výškou v místě rozcestí. Bod sedla se nachází od něj několik desítek metrů západně a přesahuje 850 m n. m. Rovinka leží na území Krkonošského národního parku.
Skrz sedlo vedou vzájemně se křížící neveřejné zpevněné komunikace Benecko – Špindlerův Mlýn a Janova Hora – Žalý a ústí zde i další méně kvalitní, ale turisticky významné cesty. Rovinkou prochází červeně značená Bucharova cesta Horní Mísečky – Žalý, zeleně značená trasa 4371 Benecko – Špindlerův Mlýn a žlutě značená trasa 7307 Rokytnice nad Jizerou – Přední Labská.
Prostor sedla je zalesněn. Protéká jím v nedaleko v severním svahu Jánského vrchu pramenící Vojákův potok, podle jiných map Sachrův ručej, který je levým přítokem Labe. U rozcestí se nachází provozovaná turistická chata a přístřešek. Ve směru od vrcholu Jánského vrchu je přes sedlo veden podpovrchový plynovod, pokračující podél komunikace na Špindlerův Mlýn.